# Abby Elliott

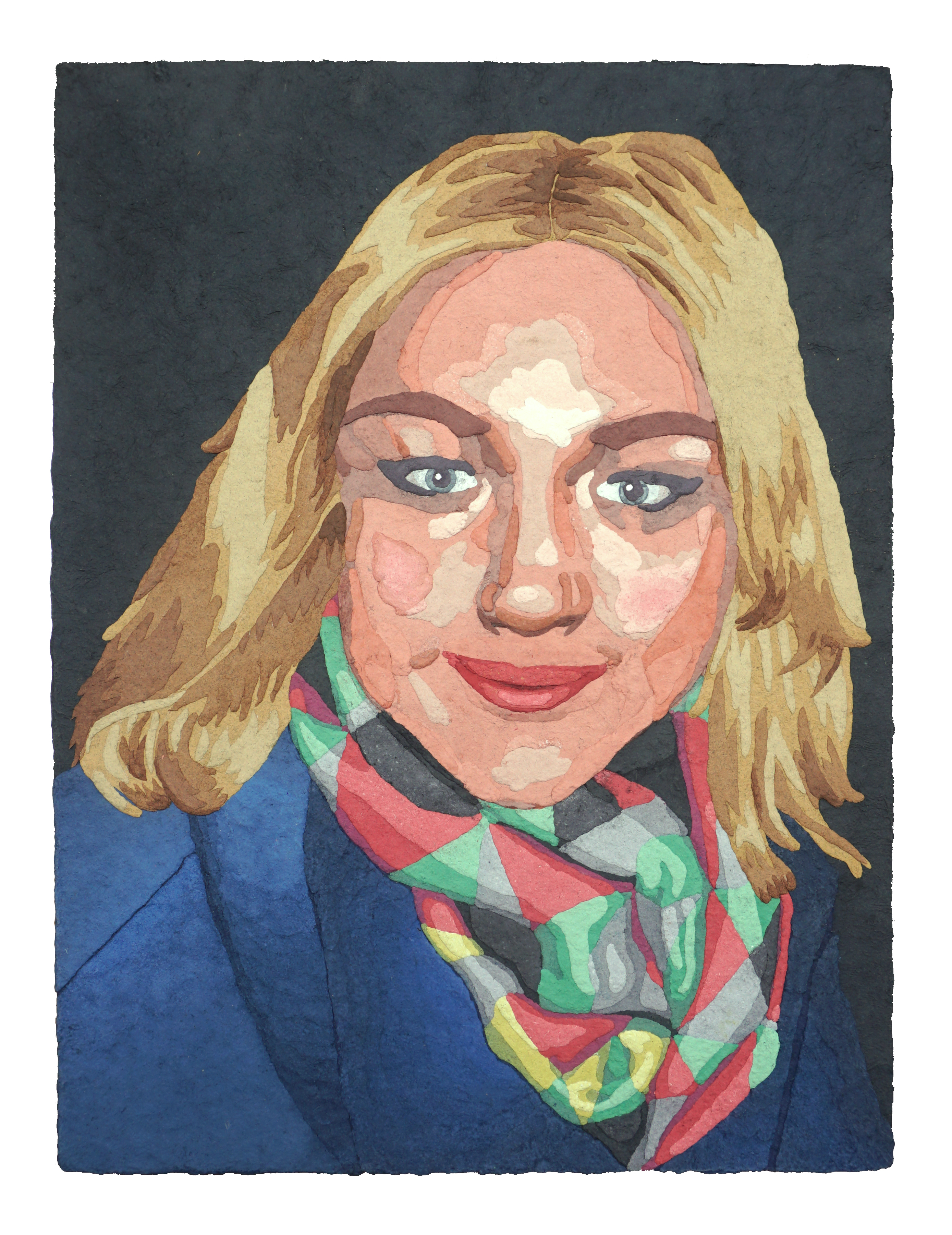
Abigail Elliott (2020)

Abigail „Abby“ Elliott (* 16. Juni 1987 in New York City, New York) ist eine US-amerikanische Schauspielerin.

## Leben und Karriere
Die in New York City geborene Abby Elliott wuchs in Wilton im US-Bundesstaat Connecticut auf. Ihre Eltern sind die Talentkoordinatorin Paula Niedert und der Komiker Chris Elliott. Ihr Großvater ist der Radiokomiker Bob Elliott. Ihre Schwester ist die Schauspielerin Bridet „Bridey“ Elliott. Sie besuchte die Immaculate High School in Danbury. Dort wirkte sie an vielen Schulaufführungen und Musicals mit. Nach ihrem Schulabschluss im Jahr 2005 besuchte sie das Marymount Manhattan College in New York City, jedoch verließ sie dieses nach dem ersten Semester wieder, um bei Saturday Night Live aufzutreten. Dort war sie die jüngste Frau, die bis zu diesem Zeitpunkt jemals zur Hauptbesetzung gehört hatte.
Bevor Abby Elliott 2008 zur Hauptbesetzung von Saturday Night Live stieß, war sie bereits für einen kurzen Handlungsbogen in King of the Hill zu sehen gewesen. 2011 hatte sie sowohl eine Rolle im Film Freundschaft Plus als auch in High Road inne. Mitte Februar 2012 wurde sie für die Hauptrolle in der Fox-Serie Ben and Kate verpflichtet. Rund einen Monat später stieg sie jedoch aus dem Projekt aus, da sie sich zu jung für die Rolle fühlte. Im August 2012 gab Elliott bekannt, dass sie nach vier Staffeln nicht mehr zu Saturday Night Live zurückkehren werde. In dieser Sendung waren bereits ihr Vater und ihr Großvater aufgetreten. Anfang 2013 und Anfang 2014 war sie für insgesamt fünf Folgen in How I Met Your Mother zu sehen. Sie verkörperte eine Freundin der Hauptfigur Ted, gespielt von Josh Radnor. Später im Jahr folgte noch ein Auftritt in der Serie Happy Endings.
Im August 2010 wurde bekannt, dass Elliott mit ihrem Kollegen aus Saturday Night Live, Fred Armisen, liiert sei. Die Beziehung der beiden endete im September 2011.
Sie ist seit 2016 mit Bill Kennedy verheiratet und Mutter eines Kindes.

## Filmografie (Auswahl)
- 2006: Minoriteam (Fernsehserie, Folge 1x08)
- 2006: You've Reached the Elliotts
- 2008: King of the Hill (Fernsehserie, 4 Folgen)
- 2008–2012: Saturday Night Live (Fernsehserie, 81 Folgen)
- 2011: Freundschaft Plus (No Strings Attached)
- 2011–2013: CollegeHumor Originals (Fernsehserie, 8 Folgen)
- 2012: High Road
- 2012: Ugly Americans (Fernsehserie, Folge 2x11, Stimme)
- 2012: Fun Size – Süßes oder Saures (Fun Size)
- 2012: 2 Broke Girls (Fernsehserie, Folge 2x09)
- 2013, 2014: How I Met Your Mother (Fernsehserie, 5 Folgen)
- 2013: Happy Endings (Fernsehserie, Folge 3x15)
- 2014: Life Partners
- 2014: Teenage Mutant Ninja Turtles
- 2014: Living the Dream
- 2014: The Sex Teacher (Sex Ed)
- 2014: Garfunkel and Oates (Fernsehserie, Folge 1x02)
- 2015–2017: Odd Mom Out (Fernsehserie, 30 Folgen)
- 2015–2019: Star gegen die Mächte des Bösen (Star vs. the Forces of Evil, Fernsehserie, 20 Folgen, Stimme)
- 2016: Difficult People (Fernsehserie, Folge 2x05)
- 2016: Better Off Single
- 2018: Alone Together  (Fernsehserie, Folge 2x10)
- 2018: The Reductress Hour (Fernsehfilm)
- 2018: Clara's Ghost
- 2020: Indebted (Fernsehserie, 12 Folgen)
- 2022: True Story (Fernsehserie, Folge 1x05)
- 2022: Search Party (Fernsehserie, Folge 5x09)
- 2022–2023: The Bear: King of the Kitchen (The Bear, Fernsehserie, 17 Folgen)